# Daniela Denby-Ashe
Daniela Denby-Ashe (Londen, 9 augustus 1978) is een Britse actrice van Poolse afkomst. Ze is bekend van onder andere de rollen Sarah Hills in de soap EastEnders, Margaret Hale in het kostuumdrama North & South en Janey Harper in de BBC-sitcom My Family. Ze heeft naast acteren op jonge leeftijd ook balletlessen gevolgd.

## Filmografie

### Films
- Is Harry on the Boat? als Lorraine (2001)
- The Family Man als Kelly (2006)
- Maxwell als Andrea Martin (2007)
- Rekindle als Holly Adams (2011)

### Televisieseries
Uitgezonderd eenmalige gastrollen.
- The Bill als Deirdre Jackson / Debbie Higgins / Joanne Jameson - 3 afl. (1993-1995)
- EastEnders als Sarah Hills - 278 afl. (1995-1999)
- Fish als Jess Taylor - 6 afl. (2000)
- My Family als Janey Harper - 94 afl. (2000-2011)
- Office Gossip als Cheryl - 6 afl. (2001)
- North & South als Margaret Hale - miniserie, 4 afl. (2004)
- Crooked House als Hannah - miniserie, 2 afl. (2008)
- Waterloo Road als Lorraine Donnegan / Jem Allen - 32 afl. (2009-2013)
- Silent Witness als Julia Lubas - 2 afl. (2016)
- Mum als Claire 2 afl. (2019)
- 101 Dalmatian Street als Snowball (stem) - 3 afl. (2019-2020)